# Ochrotrichia seiba
Ochrotrichia seiba is een schietmot uit de familie Hydroptilidae. De soort komt voor in het Neotropisch gebied.